# Rila Fukushima
Rila Fukushima (福島 リラ?, Fukushima Rira; Kyūshū, 9 gennaio 1980) è un'attrice e modella giapponese.

## Biografia
Nata nel Kyūshū e cresciuta a Tokyo. Lavora come modella dal 2004 sfilando per vari marchi di alta moda. Compare in alcuni videoclip musicali e recita in due cortometraggi nel 2010. Sale alla ribalta mondiale nel 2013 con Wolverine - L'immortale. A partire dal 2014 prende parte alla serie televisiva Arrow, interpretando la parte di Tatsu Yamashiro.

## Filmografia

### Cinema
- Karma: A Very Twisted Love Story, regia di Kevin Foong (2010) - cortometraggio
- Wolverine - L'immortale (The Wolverine), regia di James Mangold (2013)
- Twilight: Saya in Sasara (Towairaito Sasara Saya), regia di Yoshihiro Fukagawa (2014)
- Gonin saga, regia di Takashi Ishii (2015)
- Terra Formars, regia di Takashi Miike (2016)
- Ghost in the Shell, regia di Rupert Sanders (2017)
- Annette, regia di Leos Carax (2021)

### Televisione
- The Long Goodbye, regia di Kentaro Horikirizono – miniserie TV (2014)
- Arrow – serie TV, 16 episodi (2014-2019)
- Il Trono di Spade (Game of Thrones) – serie TV, episodio 5x03 (2015)
- Million Yen Women (100万円の女たち) – serie TV, 12 episodi (2017)
- Blindspot – serie TV, episodio 4x01 (2018)
- S.W.A.T. – serie TV, episodio 3x13 (2020)

## Doppiatrici italiane
Nelle versioni in italiano delle opere in cui ha recitato, Rila Fukushima è stata doppiata da:
- Jun Ichikawa in Wolverine - L'immortale
- Maria Letizia Scifoni in Blindspot